# Марсіанський хаос
Марсіанський хаос або хаотичний рельєф на Марсі — астрогеологічний термін, який вживають для окреслення тих форм рельєфу на поверхні Марсу, де різні деталі на кшталт кряжів, розломів та рівнин, виявляються перемішаними та заплутаними між собою
1 квітня 2010 року НАСА опублікували перші знімки, зроблені в рамках програми HiWish, в якій прості люди можуть пропонувати місця на Марсі, які HiRISE має сфотографувати. Однією з восьми запропонованих місцевостей став Хаос Золотий.